# Zygmunt Kadłubowski
Zygmunt Anastazjusz Kadłubowski (ur. 2 stycznia 1879 w Czostkowie, zm. 7 kwietnia 1961 w Suwałkach) – polski działacz społeczny i polityk, urzędnik pracujący w wielu instytucjach służących odbudowie państwa polskiego po I wojnie światowej, poseł na Sejm I kadencji w II RP z ramienia Związku Ludowo-Narodowego.

## Życiorys

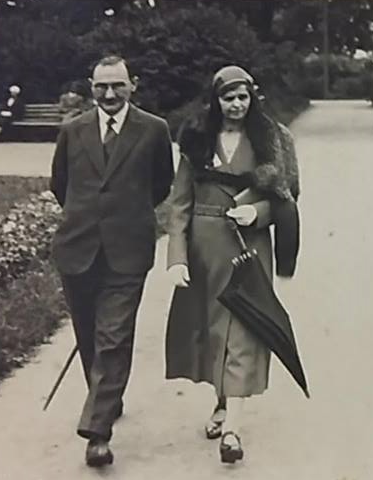
Zygmunt Kadłubowski z żoną

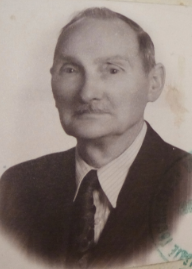
Ostatnie zdjęcie Zygmunta Kadłubowskiego

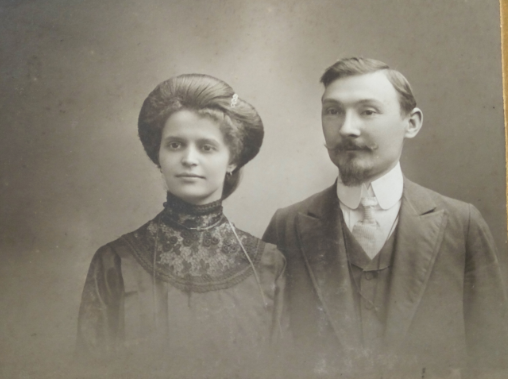
Zygmunt Kadłubowski z żoną Stefanią

### Dzieciństwo
Był synem wójta gminy – Bolesława Kadłubowskiego i Aleksandry Kasyldy z domu Obryckich. Zdobył wykształcenie domowe. Jego ojciec zmarł, gdy Zygmunt miał 15 lat (został zaocznie skazany na śmierć za udział w powstaniu styczniowym). Miał 3 braci: Michała, Stanisława oraz Antoniego.

### Wykształcenie i działalność
Złożył egzaminy: urzędniczy i uprawniający do pełnienia funkcji obrońcy sądowego. Pracował następnie jako kancelista, urzędnik Komisji Guberialnej ds. włościańskich, sekretarz ds. włościańskich na powiaty kalwaryjski i augustowski oraz referent Okręgowego Zarządu Dóbr Państwa i Rolnictwa na gubernię suwalską i łomżyńską. Prowadził kancelarię porad prawnych w swoim mieszkaniu (obecnie ul. Kościuszki 94 w Suwałkach). W czasie I wojny światowej w gubernialnym Komitecie Obywatelskim w Suwałkach i Wilnie. Organizator, kierownik biura i wiceprezes Komitetu Opieki nad Biednymi w Suwałkach, prowadził m.in. piekarnię i sklep spółdzielczy. W 1918 tymczasowy sędzia pow. suwalskiego i organizator Zw. Robotników Chrześcijańskich (wieloletni przewodniczący), w 1920 członek okręgowej Rady Obywatelskiej w Suwałkach. Organizator ochotniczego pułku suwalskiego (późniejszy 41 Suwalski Pułk Piechoty), odznaczonego Orderem Virtuti Militari. Pełnomocnik Komitetu Obrony Państwa na pow. suwalski (1920); członek zarządu Rady Ludowej okręgu Suwałki. W okresie międzywojennym prezes Rady Nadzorczej Banku Udziałowego w Suwałkach. Za zasługi na polu pracy społecznej otrzymał 31 stycznia 1939 roku Złoty Krzyż Zasługi.

### Sejm Rzeczypospolitej Polskiej I kadencji (1922–1927)
W wyniku wyborów  przeprowadzonych 5 listopada 1922 wszedł do Sejmu Rzeczypospolitej Polskiej z ramienia Związku Ludowo-Narodowego (lista nr 8, okręg Grodno). Reprezentował w nim Suwalszczyznę. Kierował się patriotyzmem w swoich działaniach, który zaszczepił w nim ojciec. Utożsamiał się z programem swojej partii, popierał m.in. włączenie Kresów Wschodnich do Rzeczypospolitej. Dążył do usprawnienia i polepszenia sytuacji organów państwowych. Będąc w Komisji Prawniczej, walczył z korupcją i starał się dostosowywać tworzone prawo do potrzeb ludności. Uznawał sprawiedliwość za jedną z najwyższych wartości. Skupiał się na prawnym aspekcie tworzenia ustaw i ich modyfikacji. Dbał o gospodarkę leśną, przemysł górniczy oraz służbę zdrowia. Szczególnie starał się otoczyć opieką ludzi potrzebujących – swoimi działaniami w tym kierunku propagował ideę pomocy biednym.

### Ostatnie lata
Prawie do końca życia pełnił funkcję adwokata. Jego legitymacja adwokacka była ważna od 1956 do 1960 roku. Zmarł w wieku 82 lat 7 kwietnia 1961 roku o godzinie 17:30 w Suwałkach. Został pochowany na Rzymskokatolickim cmentarzu parafialnym w Suwałkach.

## Życie prywatne
Żonaty ze Stefanią z domu Stankiewicz. Ich związek nie wydał na świat ani jednego potomka, a Stefania owdowiała męża 11 lat przed jego własną śmiercią. Był wyznania rzymskokatolickiego. W 1921 na swoje własne żądanie został zwolniony przez gen. Józefa Hallera z funkcji Pełnomocnika Obywatelskiego Komitetu Wykonawczego Obrony Państwa na powiat suwalski. Zygmunt trafił do więzienia w Suwałkach jako więzień śledczy w 1934 roku i został z niego zwolniony 28 czerwca tego samego roku. W 1948 wstąpił do Polskiego Towarzystwa Turystyczno-Krajoznawczego.